# خوليو سيزار ماثيوز
خوليو سيزار ماثيوز (بالإنجليزية: Julio Cesar Matthews)‏ (2 فبراير 1970 - ) هو ملاكم أمريكي.

## روابط خارجية
- خوليو سيزار ماثيوز على موقع بوكس ريك (الإنجليزية) (registration required)